# 陳內斯
陳內斯（直译：「尼格斯·克里斯多福·韋伯斯特-陳」，1993年1月7日—）是香港裔加拿大男子籃球運動員，場上主打小前锋位置。

## 學生生涯
陳內斯就讀聖阿爾伯特學校（St. Albert School）一年級和二年級時開始接觸籃球。高中十年級就讀聖若望保祿二世天主教中學時繳出場均22分與10籃板的成績，之後轉學至亨廷頓預備學校。2011年6月21日，陳內斯參加全加拿大經典賽（All Canadian Classic），所屬球隊西部隊以132比111擊退東部隊，陳內斯攻下全場最高得分25分獲得賽事最有價值球員。
| 姓名      | 家鄉                                                            | 高中           | 身高                 | 體重        | 承諾日        |
| --------- | --------------------------------------------------------------- | -------------- | -------------------- | ----------- | ------------- |
| 陳內斯 SF | 多倫多士嘉堡                                                    | 亨廷頓預備學校 | 6英尺7英寸（2.01米） | 195磅（88） | 2011年10月7日 |
| 陳內斯 SF | 招募星级： Scout： N/A Rivals： 247Sports： ESPN： ESPN評分：88 |                |                      |             |               |

- 參考資料：[6][7][8]

2010年12月22日，陳內斯承諾就讀路易斯維爾大學。2011年4月陳內斯重新開放大學招募。
2011年10月7日，陳內斯承諾就讀密苏里大学。
2013年4月2日，密蘇里大學老虎總教練法蘭克·海思宣布陳內斯將轉隊。4月17日，夏威夷大學彩虹勇士教練吉布·阿諾宣布陳內斯加入球隊，陳內斯因NCAA轉隊規定在2013–14年賽季無法代表球隊出賽，2014–15年賽季起擁有三年出賽資格。
2015年春天，陳內斯對於教練更動他在球隊上的定位感到疑惑，於是選擇放棄最後兩年出賽資格。

## 職業生涯
2015–16年賽季效力加拿大國家籃球聯賽哈利法克斯颶風。2016年3月11日，哈利法克斯颶風宣布釋出陳內斯。2016年9月，NBA發展聯盟暴龍905舉行選拔賽，計畫挑選四到五名球員帶進訓練營，陳內斯支付275美元參加選拔賽。10月30日，暴龍905宣布訓練營名單，陳內斯在名單之中；之後陳內斯被帶進開季名單之中。
2017年4月28日，暴龍905以2比1擊退里奥格兰德山谷毒蛇奪下NBA發展聯盟總冠軍。2019年5月2日，加拿大菁英籃球聯賽薩斯喀徹溫響尾蛇宣布球隊第一屆訓練營名單，陳內斯在名單之中。8月26日，薩斯喀徹溫響尾蛇奪下加拿大菁英籃球聯賽總冠軍。2020年3月3日，薩斯喀徹溫響尾蛇宣布陳內斯與球隊簽約。2021年3月11日，薩斯喀徹溫響尾蛇宣布陳內斯重新與球隊簽約。7月20日，加拿大菁英籃球聯賽渥太華黑傑克宣布簽下陳內斯。11月30日，亞洲外籍球員陳內斯加盟T1聯盟臺南台鋼獵鷹。
2022年1月1日，陳內斯例行賽初登板以外籍球員身分披掛上陣，全場三分球6投4中，攻下13分。陳內斯在隊友阿提諾代表中華臺北征戰2023年世界盃男籃亞洲區資格賽第一輪第一、二階段期間改以亞洲外籍球員身分競逐T1聯盟。3月17日，臺南台鋼獵鷹提前與陳內斯結束合約關係，陳內斯留下出賽7場，場均9.4分、4.4籃板、2.6助攻的表現。3月18日，陳內斯加盟T1聯盟高雄全家海神；高雄全家海神以外籍球員身分向T1聯盟註冊。陳內斯總計為高雄全家海神出賽六場例行賽，場均4.8分，季後賽都未被球隊登錄，最終球隊奪得T1聯盟總冠軍。
2023年7月2日，蒙特利尔联盟宣布簽下陳內斯。2024年7月11日，蒙特婁聯盟宣布簽下陳內斯。

## 國家隊生涯
陳內斯曾代表加拿大參賽2009年U16美青男籃賽與2010年U17世青男籃賽，皆為加拿大贏得兩面銅牌，以及參賽2011年U19世青男籃賽。

## 個人生活
陳內斯的外祖父來自香港，姓氏為陳（Chan）。
陳內斯出生於加拿大安大略省多倫多士嘉堡，並在該地長大，其家族有來自牙買加與中國大陸的親戚。

## 外部連結
- 陳內斯的Instagram帳戶
- 陳內斯在fiba.basketball（英语）
- 陳內斯在archive.fiba.com（存檔）（英语）
- 陳內斯在Basketball-Reference.com（NBA G聯盟）（英语）
- 陳內斯在Sports-Reference.com（NCAA）（英语）
- 陳內斯在Eurobasket.com（球員）（英语）
- 陳內斯在Proballers（英语）
- 陳內斯在RealGM（英语）
- 陳內斯在Flashscore（英语）